# Nei Mongol Zhongyou
Nei Mongol Zhongyou Football Club (chinesisch: 内蒙古 中 优) ist ein professioneller chinesischer Fußballklub, der derzeit an der China League One unter Lizenz der Chinese Football Association (CFA) teilnimmt. Das Team hat seinen Sitz in Hohhot (Innere Mongolei), und sein Heimstadion ist das Städtische Stadion Hohhot mit 51.632 Plätzen. Ihre derzeitigen Mehrheitsaktionäre sind das Sportbüro Hohhot und die Shanghai Zhongyou Real Estate Group.

## Geschichte
Am 8. Oktober 2011 wurde der Klub unter dem Namen Shanxi Jiayi offiziell von der Shanghai Zhongyou Real Estate Group gegründet, die ein Seniorenteam bildete, das hauptsächlich aus Spielern der Technischen Universität Taiyuan bestand. Mit Hilfe des Sportbüros der Provinz Shanxi wurde auch eine Jugendmannschaft und ein Frauenteam gegründet, und das Shanxi Sports Center Stadium wurde zum Heimstadion der Clubs gewählt. Sie registrierten sich 2012, um in der dritten Liga (League Two) des chinesischen Fußballsystems zu spielen, während der Verein weiße Hemden und schwarze Shorts als Heimfarben auswählte. In ihrer Debütsaison entschieden sie sich, auf den Kunstrasenplatz des Wanbailin Stadion zu spielen und später in das Taiyuan Institute of Electrical Engineering Stadium zu ziehen, um dort ihre Heimspiele zu bestreiten. Auf dem Platz debütierte der Verein im chinesischen FA-Pokal 2012, wo er in der ersten Runde an Shanghai Pudong Zobon FC scheiterte. Während ihrer ersten Saison belegten sie in ihrer Liga den neunten Rang.
Die Klubbesitzer entschieden sich nach einer für sie enttäuschenden Debütsaison nicht für die Saison 2013 zu registrieren. Wang Bo ersetzte Wu Jianwen als Chefcoach und das Team durchlief in Vorbereitung auf die Ligasaison 2014 einen umfangreichen Umbauprozess und änderte seinen Namen in Taiyuan Zhongyou Jiayi. Der Wiederaufbauprozess war ein großer Erfolg und der Verein würde in der Liga Vizemeister hinter Jiangxi Liansheng FC und konnten so zum ersten Mal in die zweite Spielklasse aufsteigen. Trotz der Beförderung räumte der Club offiziell die finanziellen Schwierigkeiten ein, die aufgrund der höheren Professionalität entstanden waren, und er würde in Betracht ziehen, das Team zu verlagern, um die notwendigen Investitionen zu erhalten. Am 5. Januar 2015 hielt das Informationsbüro der Regierung der Inneren Mongolei in Hohhot eine Pressekonferenz ab, um anzukündigen, dass das Sportbüro Hohhot in das Team investieren und in ihre Stadt verlegen würde, was zu einer Umbenennung in Nei Mongol Zhongyou führte.

## Namensgeschichte
- 2011–2013: Shanxi Jiayi
- 2014: Taiyuan Zhongyou Jiayi
- seit 2015: Inner Mongolia Zhongyou

## Platzierungen
| Saison   | 2012 | 2014 | 2015 | 2016 | 2017 | 2018 |
| -------- | ---- | ---- | ---- | ---- | ---- | ---- |
| Liga     | 3    | 3    | 2    | 2    | 2    | 2    |
| Position | 9    | 2    | 6    | 7    | 10   | 13   |